# Tamarixia radiata
Tamarixia radiata är en stekelart som först beskrevs av James Waterston 1922.  Tamarixia radiata ingår i släktet Tamarixia och familjen finglanssteklar. Inga underarter finns listade i Catalogue of Life.